# .sg
.sg — национальный домен верхнего уровня для Сингапура. В 2011 году появились два общих домена верхнего уровня .சிங்கப்பூர் (Punycode: .xn--clchc0ea0b2g2a9gcd) и .新加坡 (Punycode: .xn--yfro4i67o), предназначенных для доменных имён, записанных тамильским письмом и китайскими иероглифами.

## Домены второго уровня
Всего существует шесть доменов второго уровня:
- com.sg: для коммерческих организаций;
- net.sg: для провайдеров интернета и сети;
- org.sg: для некоммерческих организаций;
- gov.sg: для государственных учреждений;
- edu.sg: для университетов;
- per.sg: для персонального использования (с марта 2023 упразднён).

## Статистика
На октябрь 2019 года всего было зарегистрировано 182 115 доменов.